# MaLou Lindholm
Pour les articles homonymes, voir Lindholm.
Marie-Louise Lindholm dite MaLou Lindholm, née le 18 octobre 1948 à Stockholm, est une journaliste et femme politique suédoise.
Membre du Parti de l'environnement Les Verts, elle siège au Parlement européen de 1995 à 1999.